# Производство рождественских ёлок

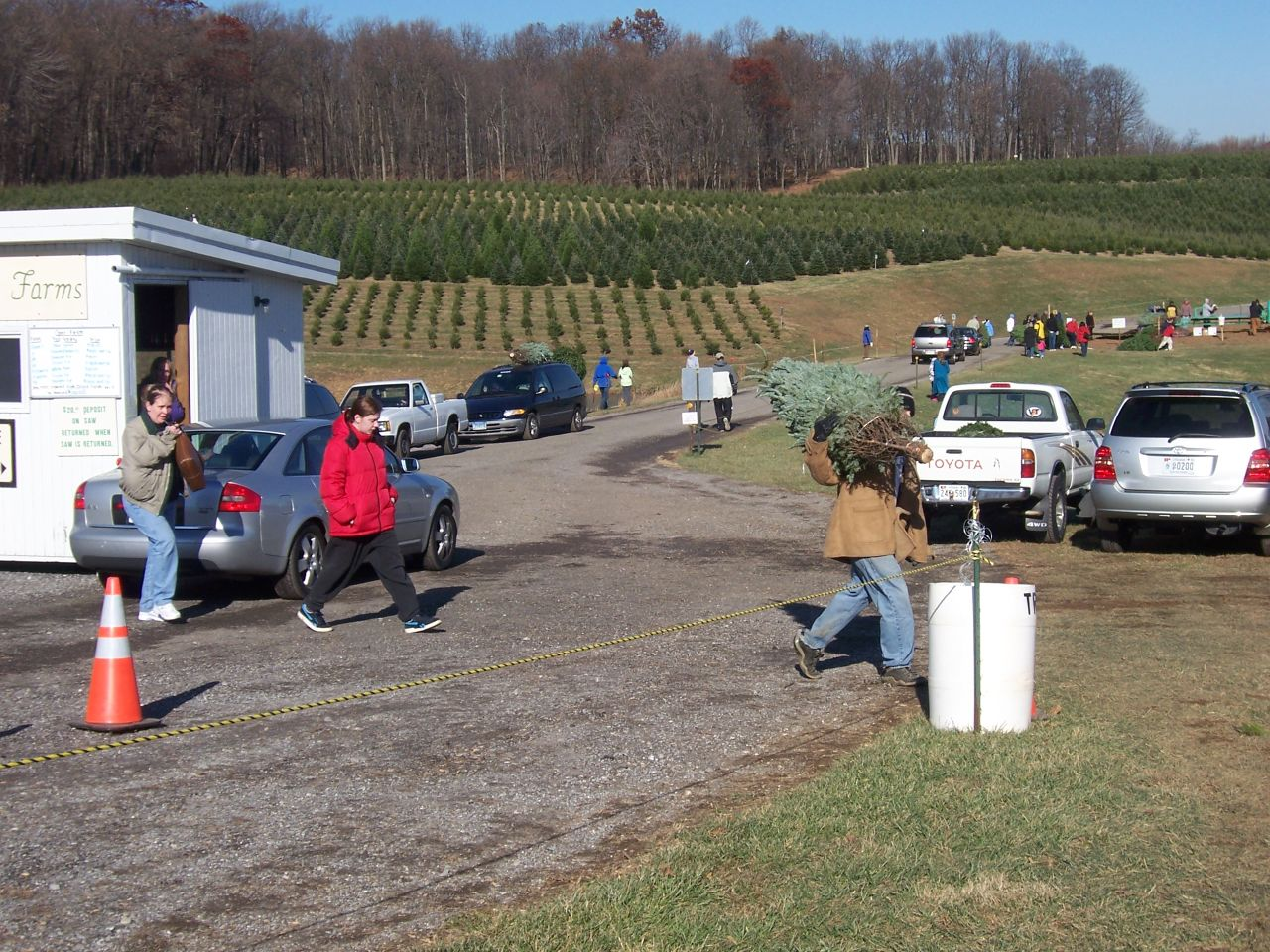
Клиенты везут упакованную рождественскую ёлку с плантации в американском штате Мэриленд.

Производство рождественских (новогодних) ёлок в мире организовано на специальных плантациях, на фабриках по производству искусственных ёлок, а также использует местные сосны и ели, растущие вне плантаций. Рождественские ёлки, сосны и ели специально для новогоднего празднования выращиваются во многих западных странах, включая Австралию, Великобританию и США. В Австралии это относительно новая отрасль, а такие страны, как США, Германия и Канада, входят в число мировых лидеров по ежегодному производству.

## Производство натуральных деревьев

### Австралия
Выращивание рождественских ёлок — относительно новое для Австралии сельскохозяйственное направление, эта отрасль возникла только в начале XXI века. Существует ряд различий между австралийским производством и странами Северного полушария. Вегетационный период различается, поскольку сбор приходится на иное время года, а это означает, что опыт сельского хозяйства в Соединённых Штатах и Европе труднее применить. Сезонная разница также влияет на график обрезки и срубания. Выращивается иной, нежели обычно в северных странах, вид дерева: Pinus radiata.

### Европа

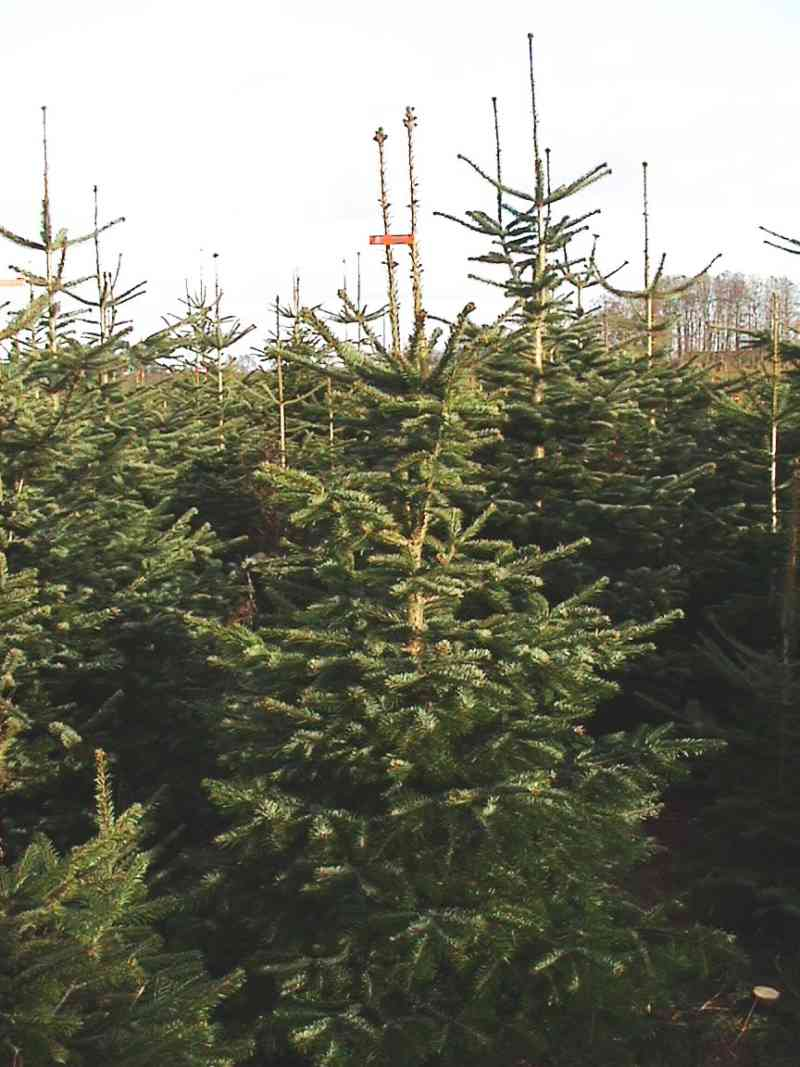
Ели Нордмана на ёлочной ферме в Европе.

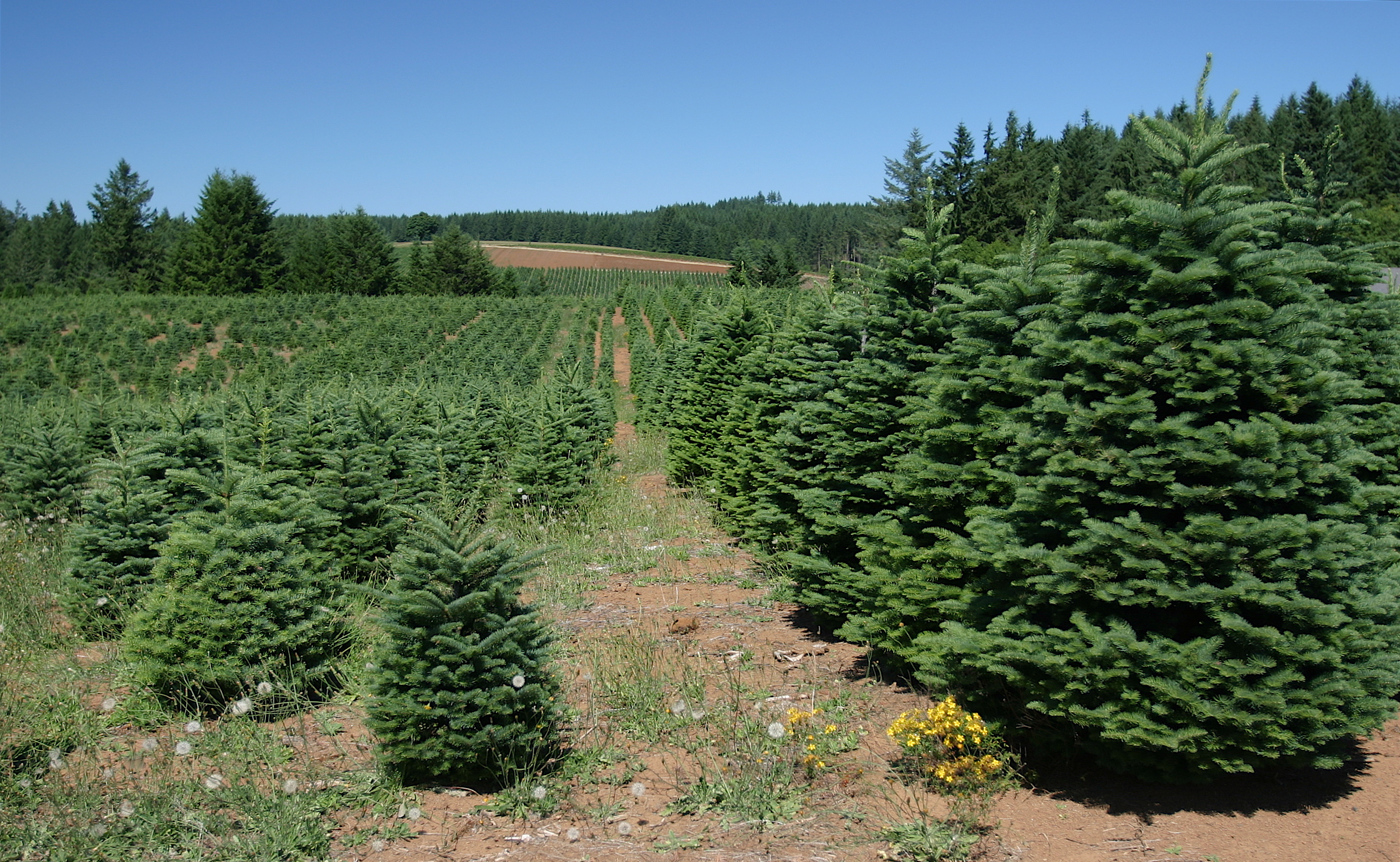
Ферма рождественских ёлок в американском штате Орегон. В 2002 году в Орегоне под урожай было отведено больше площадей, чем в любом другом штате США.

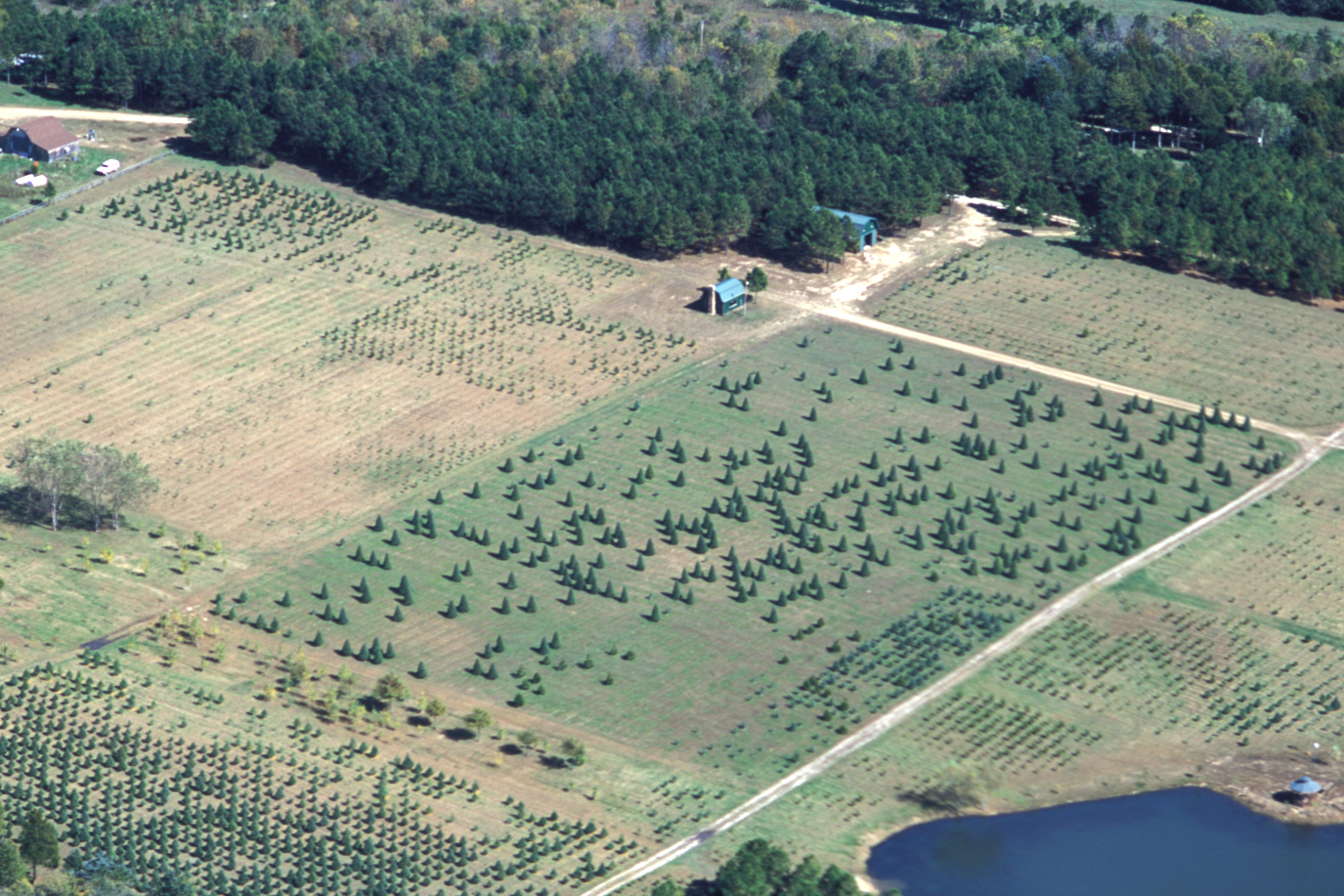
Вид с воздуха на ферму по выращиванию рождественских ёлок в американском штате Миссури.

Европейский спрос на живые деревья достигает около 50 миллионов в год по сравнению со спросом примерно в 35 миллионов деревьев в Соединённых Штатах. Дания — крупный производитель живых рождественских елок, около 90 % экспортируется в другие европейские страны — в Великобританию, Францию, Германию и Австрию. В 2004 году Дания экспортировала в Великобританию около 1 миллиона ёлок. В 2005 году объём продаж рождественских ёлок в Дании составил около 1,2 миллиарда крон (204 миллиона долларов США, 160 миллионов евро), из этой суммы 1,1 миллиарда крон пришлось на экспорт.
Ведущие европейские производители натуральных рождественских ёлок расположены в Центральной и Западной Европе. По оценкам на 2018 год, в Германии ежегодно производится 18 миллионов рождественских ёлок, за ней следуют 6 миллионов деревьев во Франции, 10 миллионов деревьев в Дании, 5,2 миллиона деревьев в Бельгии и 4,4 миллиона рождественских ёлок в Великобритании.
Семена, из которых выращивают рождественские ёлки в большинстве европейских стран, собирают в Грузии (90 %). Условия труда сборщиков семян в практически нерегулируемой отрасли вызывают обеспокоенность у основных компаний, закупающих семена для выращивания в Дании. В конечном счёте, рождественские ёлки, которые попадают в большинство домов по всей Европе, производятся в условиях, защищённых европейским законодательством, однако грузинские семена собираются рабочими в очень плохих условиях.

### Северная Америка
В Северной Америке насчитывается более 20 000 производителей рождественских елей, 95 % производимых ими ёлок продаются или отправляются непосредственно с плантаций. На каждый миллион акров ежегодно высаживают обычно около 2000 деревьев, количество деревьев, доживающих до сбора урожая, варьируется от 750 до 1500 в зависимости от местоположения. Рождественским ёлкам требуется в среднем от 6 до 10 лет (с момента пересадки), чтобы созреть, и каждый год высаживается 73 миллиона новых рождественских ёлок.

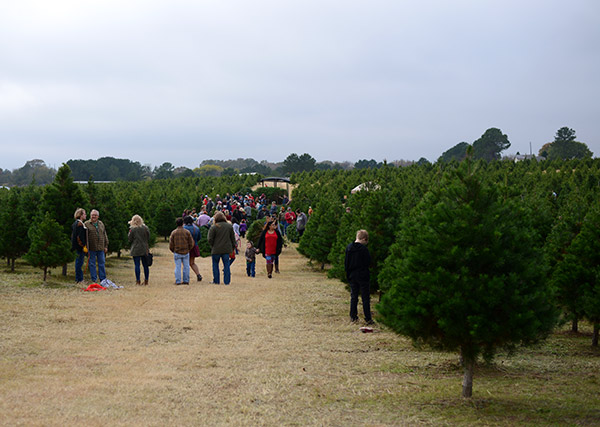
Семьи выбирают рождественскую ёлку на ферме в Техасе.

В 2002 году в США насчитывалось 21 904 фермы по выращиванию рождественских ёлок, с 447 000 акров (1809 км2) занятых пахотных земель было вырублено 20,8 млн рождественских ёлок. Из этих ферм 686 собирали урожай со 100 акров (0,4 км2) или более, что составляло более 196 000 акров (793 км2) от общей площади заготовленных деревьев. В том же году в США было всего три фермы по выращиванию рождественских ёлок площадью более 10 000 акров (40 км2) пахотных земель в производстве. Общий урожай в США в 2004 году был оценен в 506 миллионов долларов, из которых 143 миллиона долларов были приписаны ведущему производителю страны в 2004 году, штату Орегон. За Орегоном по объёму производства следовали Северная Каролина, Вашингтон и Мичиган. В 2012 году было продано 24 миллиона деревьев по розничной стоимости более 1 миллиарда долларов.
Рождественские ёлки выращивают во всех 50 штатах США, включая Аляску и Гавайи. Например, в американском штате Алабама существует почти 100 ферм по выращиванию рождественских елок, на которых ежегодно выращивают в среднем 800 елок. Девяносто процентов лесных ферм в Алабаме представляют собой фирмы типа «выбери и сруби», они позволяют клиентам срубить собственную живую рождественскую ёлку при посещении. В 2002 году в Пенсильвании находилось больше всего американских ферм по выращиванию рождественских ёлок; в штате было 2164 фермы. Однако в Орегоне большее количество земель было отведено под посев рождественских деревьев — 67 800 акров (274 км2). В период с 2002 по 2012 год производство рождественских ёлок сократилось более чем на 60 % в нескольких штатах США, включая Кентукки, Монтану, Луизиану, Миннесоту и даже Висконсин, где в 2012 году было заготовлено на 994 594 елки меньше.
Из 40 миллионов живых рождественских ёлок, ежегодно продаваемых в Северной Америке, около 5-6 миллионов выращиваются в Канаде. В Онтарио на рынках в основном доминируют продажи сосны обыкновенной и ели белой.
В 1970-х и 1980-х годах внутреннее производство натуральных рождественских ёлок осуществлялось в естественных лесах, а в 1980-х и особенно в 1990-х годах начался сдвиг в сторону плантаций и питомников. В 2009 и 2010 годах в Мексике на 5000 гектарах земли было выращено около 800 000 рождественских елок. В 2011 году Министерство сельского хозяйства США сообщило, что большая часть производства рождественских ёлок в Мексике (60 %) приходится на штат Мехико. Тем не менее, производство деревьев по-прежнему есть и в Нуэво-Леоне, Веракрусе, а также в штатах Мехико, Пуэбла, Халиско и Гуанахуато.

## Изготовление искусственных деревьев
Большинство искусственных рождественских ёлок изготовлены в Китае из 100 % переработанного пластика из использованных упаковочных материалов ПВХ. Пропагандисты искусственных ёлок подчеркивают их удобство, возможность многократного использования и лучшее качество в сравнении с искусственными деревьями, которые производились раньше. Сторонники также отмечают, что в некоторых многоквартирных домах использование натуральных деревьев запрещено из-за риска возникновения пожара.
В Польше также существует развитый рынок искусственных рождественских ёлок. По оценкам, 20 % всех рождественских ёлок, продаваемых в Польше — искусственные, и многие из них изготавливаются внутри страны отдельными семьями. Один производитель из Козеглувок заявил, что каждый второй дом был производителем искусственных деревьев. Деревья изготавливаются из специальной пленки, которую привозят из Китая или Таиланда. В производстве участвуют целые семьи, деревья продаются по всей Польше, а некоторые экспортируются в Чехию и Словакию.

## Рынок

### Европейский
Британский спрос на натуральные рождественские ёлки составляет около 8 миллионов в год, при этом около двух третей домохозяйств выбирают искусственные ёлки. Когда в 2006 году из-за нехватки деревьев в Дании на Британские острова попало только 200 000 вместо обычного 1 миллиона елей Нордмана, британские фермеры были вынуждены восполнять дефицит за счет ели европейской, пихты Фрейзера и сосны обыкновенной. Дефицит стал результатом жаркого лета и сокращения субсидий на выращивание рождественских елок в Дании.
Потребители рождественских ёлок в Европе предпочитают деревья с меньшей плотностью и более открытым, многослойным внешним видом. Частично это связано с тем, что в Европе деревья выставляют в течение относительно короткого периода времени, и многие из них освещены свечами.

### Североамериканский
Рынок натуральных рождественских ёлок в Соединённых Штатах стал спадать, когда избыток предложения в конце 1980-х — середине 1990-х годов привел к падению цен. В 1992 году урожай около 850 000 деревьев в Новой Англии считался слишком большим, и рождественские елки продавались примерно по 5 долларов вместо обычных 18-30 долларов за штуку. В течение следующего десятилетия использование натуральных рождественских ёлок продолжало сокращаться, отчасти из-за продолжающегося роста популярности искусственных ёлок. В штатах США, где выращивалось малое количество деревьев, многие производители были вынуждены покинуть бизнес.
В 1990 году более 35 миллионов домохозяйств в США установили натуральные рождественские ёлки, но 36,3 миллиона домов в том же году выбрали искусственные ёлки. К 2000 году разрыв стал больше: 50,6 миллиона домов использовали искусственные ёлки, а 32 миллиона домов выбрали натуральные рождественские ёлки. Продажи натуральных деревьев продолжали снижаться после 2000 года, и к 2003 году они достигли 23,4 миллиона. С 2003 по 2017 год продажи натуральных деревьев оставались на прежнем уровне и составляли 23,4 миллиона в год. За тот же период продажи искусственных ёлок выросли с 7,3 до 9,6 млн ежегодно. Исторически сложилось так, что потребители в США, как и в Европе, предпочитали открытые, легкие деревья. Современные потребители рождественских ёлок в США хотят, чтобы деревья были более плотными, и начинают покупать деревья вскоре после Дня Благодарения. Поэтому требуется, чтобы деревья служили дольше и их можно было срубать раньше.
Большая часть спроса Мексики на рождественские ёлки (около 1,8 миллиона в год) удовлетворяется за счёт импорта. В 2004 году Соединённые Штаты занимали 95 % рынка импорта деревьев. К 2009 году США по-прежнему импортировали в Мексику около 1 миллиона деревьев каждый год, причём небольшое количество поступало от производства в Канаде.

## Рентабельность

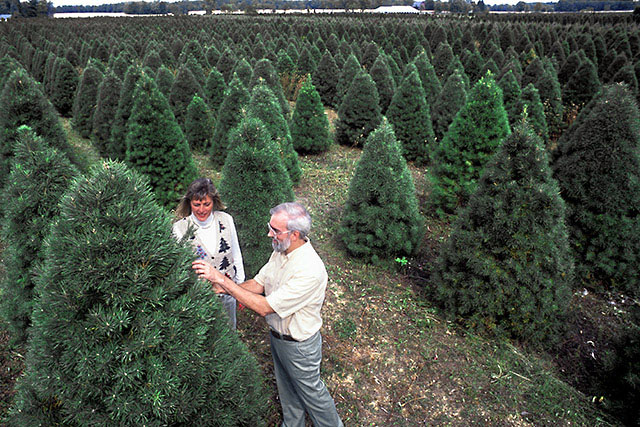
Энтомолог проверяет сосну обыкновенную на наличие жуков на ферме по выращиванию рождественских ёлок недалеко от Ист-Лансинга, штат Мичиган.

Одна из привлекательных для производителей сторон ферм по выращиванию рождественских ёлок заключается в том, что так можно выгодно использовать сельскохозяйственные угодия низкого качества, хотя эта тенденция постепенно меняется. Фермы по выращиванию рождественских ёлок могут принести прибыль всего за шесть лет, и хотя некоторые накладные расходы на оборудование и рабочую силу действительно существуют, производство рождественских ёлок требует лишь небольших сумм авансового капитала. Каждое дерево может стоить владельцам земли 5-10 долларов с момента посадки саженца до момента срубания взрослой рождественской ёлки; эта стоимость включает в себя стоимость земли и затраты в процессе выращивания. В начале XXI века фермеры, выращивающие рождественские ёлки, обычно получали годовой доход в размере от 600—1000 долларов за акр посаженных деревьев.
Выращивание рождественских ёлок требует первоначальных затрат, связанных с созданием фермы. Земля, если она не находится в собственности, должна быть куплена, как и оборудование. Нередки также неурожаи, которые могут свести на нет годы работы. Помимо земли, вредителей, болезней и плохой погоды, фермерам приходится бороться с расходами, связанными с тракторами и другим оборудованием для посадки, сбора урожая и выращивания деревьев. Заборы, складские помещения, правила защиты работников и правила использования пестицидов также увеличивают расходы ферм, выращивающих рождественские ёлки.

## Экономическая теория

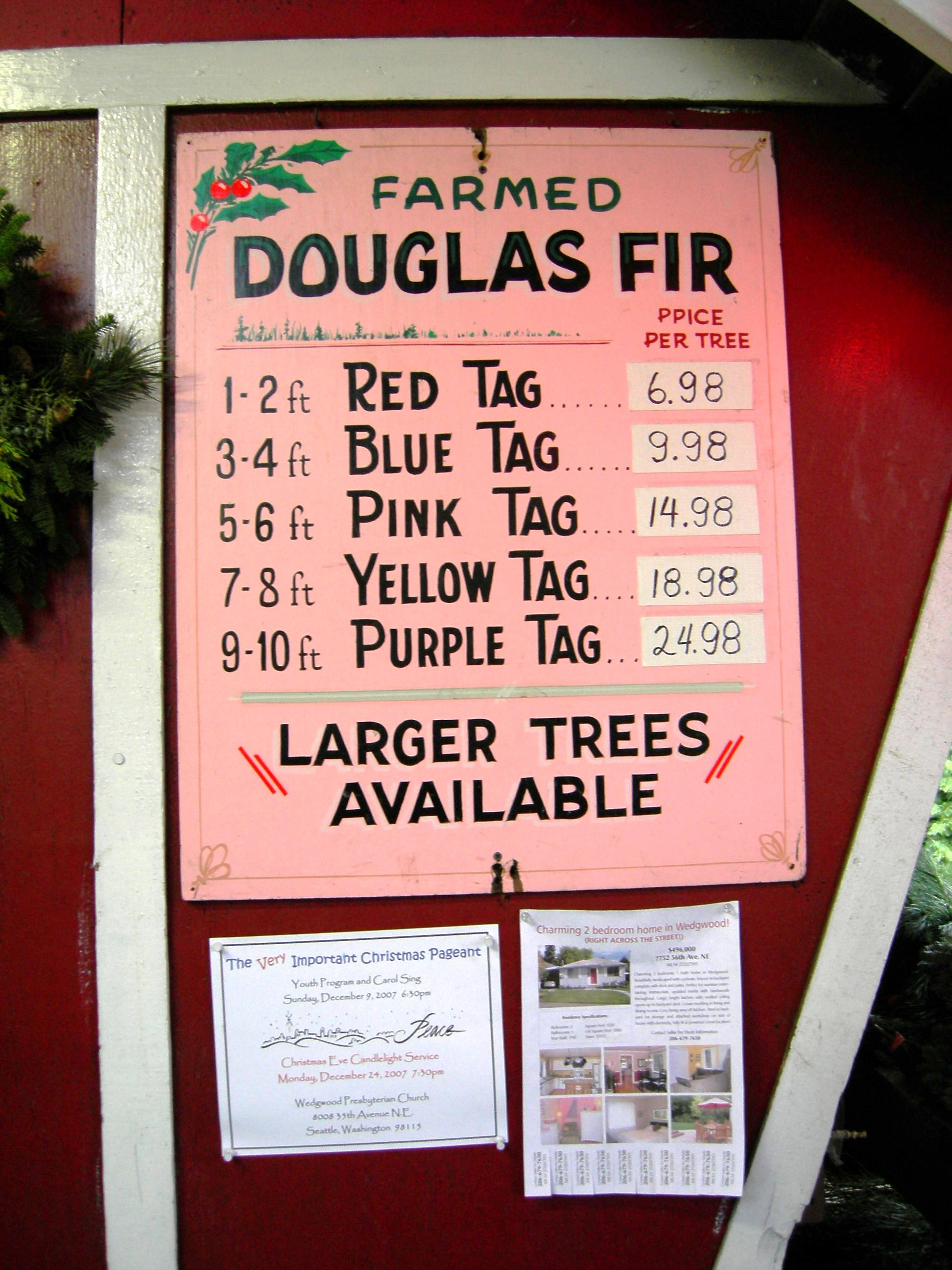
Как показывает этот знак на ферме по выращиванию рождественских ёлок в Сиэтле, большинство фермеров, выращивающих деревья, не оценивают свои деревья за фут.

В исследовании 2001 года была предпринята попытка спрогнозировать цены на рождественские ёлки и взаимосвязь между ценой на ёлку и её возрастом, который соответствует высоте дерева. Исследование было основано на данных, полученных из цен на рождественские ёлки в Северной Каролине в декабре 1997 года, и для прогнозов использовалась модель Хотеллинга-Фаустмана. В целом результаты показали, что изменение цен отражает конкурентное равновесие на рынке капитала, что подтверждает правило Хотеллинга. Среди результатов исследования было то, что «цены в разных возрастных группах растут быстрее, чем процентная ставка». Результаты также объяснили загадку того, почему продавцы рождественских елок не оценивают деревья по высоте. Каждый фут старого дерева более ценен, чем фут молодого дерева; это связано с тем, что на процентное увеличение цены за фут отрицательно влияет снижение темпов роста по мере старения деревьев.
В статье 1993 года Джорджа К. Дэвиса и Майкла К. Вольгенанта была сделана единственная известная на тот момент оценка эластичности спроса на рынке натуральных рождественских ёлок. Дэвис и Вольгенант пришли к выводу, что эластичность цен на натуральные рождественские ёлки по отношению к ценам на натуральные деревья и годовым ценам на искусственные елки составляла −0,674 и 0,188. Оценки включали данные опроса 558 домохозяйств в Вашингтоне, округ Колумбия, северной Вирджинии, южном Мэриленде и Филадельфии о предпочтениях в отношении рождественских ёлок. Используя результаты эмпирических оценок, полученных в результате исследования, формула эластичности была использована для получения первых известных оценок эластичности спроса, когда-либо выполненных для рынка натуральных рождественских ёлок.